# Alcalus
Sous-famille
Genre
Alcalus est un genre d'amphibiens de la famille des Ceratobatrachidae, le seul de la sous-famille des Alcalinae.

## Répartition
Les cinq espèces de ce genre se rencontrent à Bornéo, à Palawan et en Thaïlande.

## Liste des espèces
Selon Amphibian Species of the World (13 février 2016) :
- Alcalus baluensis (Boulenger, 1896)
- Alcalus mariae (Inger, 1954)
- Alcalus rajae (Iskandar, Bickford & Arifin, 2011)
- Alcalus sariba (Shelford, 1905)
- Alcalus tasanae (Smith, 1921)

## Publication originale
- Brown, Siler, Richards, Diesmos, & Cannatella, 2015 : Multilocus phylogeny and a new classification for Southeast Asian and Melanesian forest frogs (family Ceratobatrachidae). Zoological Journal of the Linnean Society, vol. 174, p. 130–168.